# 1644 Rafita
1644 Rafita (mednarodno ime 1644 Rafita ) je  majhen asteroid tipa S v glavnem asteroidnem pasu.
Pripada družini asteroidov Rafita. Po njem je družina tudi dobila ime.

## Odkritje
Asteroid je odkril R. Carrasco 16. december 1935.. 

## Lastnosti
Asteroid Rafita obkroži Sonce v 4,07 letih. Njegova tirnica ima izsrednost 0,155, nagnjena pa je za 7,017° proti ekliptiki. Okrog svoje osi pa se zavrti v 5,100 urah .